# Карс
Карс (тур. Kars, јерм. Ղարս) је главни град истоимене провинције на североистоку Турске. У граду живи око 77.000 становника. Карс се налази 45 километара западно од границе са Јерменијом, и 65 километара јужно од границе са Грузијом. 

## Историја
У 10. веку Карс је био главни град једне од јерменских краљевина. У 11. веку освојили су га Турци Селџуци, у 13. Монголи, а 1387. Тамерлан га је опљачкао и разорио. 
Године 1514. Карс и његов регион је постао део Османског царства, који су градску цитаделу из 1152. у више наврата дограђивали, да би се заштитили од напада Персијанца Надир Шаха (1731) и руске војске (1807). Руски фелдмаршал Иван Паскевич је 23. јуна 1828. заузео град и заробио 11.000 непријатељских војника. Град је потом враћен Турској. 
Током Кримског рата, турска војска предвођена британским официрима налазила се у тврђави Карс. До њих је 1855. стигла руска војска од 40.000 људи. Три хиљаде бранилаца су успели да одбију руски напад. Почела је опсада града (јун-новембар 1855). Епидемија колере и недостатак намирница довели су до предаје турског гарнизона 29. новембра. И поред пада Севастопоља, овај успех руске војске ублажио је одредбе мировног уговора. 
У Руско-турском рату из 1877/78. руска војска је у Бици код Карса заузела град, који је Уговором из Сан Стефана додељен Русији. Између 1878. и 1881. око 82.000 муслимана је напустило град и отишло у Османско царство. У град су се доселили многи Јермени, Грци и Руси из Турске и са Кавказа. По руском попису из 1892. у широј околини града је живело: 7% Руса, 13,5% Грка, 15% Курда, 21,5% Јермена, 24% Турака, 14% Карапака и 5% Туркмена
Русија је поново изгубила Карс (заједно са Ардаханом и Батумијем) Уговором из Брест-Литовска 3. марта 1918. Турци су запосели град 25. априла 1918. и назвали ову област „Република југозападног Кавказа“. Међутим, турске трупе су се већ у октобру 1918. повукле на границе из 1914. под притиском британских трупа. Провизорна локална турска влада је прокламовала османске претензије на Карс, Гјумри и Батуми. Јануара 1919. ову област су запосели Јермени. Карс су западни савезници маја 1919. доделили Јерменији. После Турско-јерменског рата (септембар-децембар 1920), у коме је беснео грађански рат муслимана и хришћана у и око Карса, град је Уговором из Александропоља од 2. децембра 1920. додељен Турској. 
После Турског ослободилачког рата, Турска се 23. октобра 1921. Уговором из Карса одрекла права на град Батуми, и добила Карс и Ардахан заузврат.

## Географија

### Клима
| Клима (Карс)               | Клима (Карс) | Клима (Карс) | Клима (Карс) | Клима (Карс) | Клима (Карс) | Клима (Карс) | Клима (Карс) | Клима (Карс) | Клима (Карс) | Клима (Карс) | Клима (Карс) | Клима (Карс) | Клима (Карс)  |
| Показатељ \ Месец          | .Јан.        | .Феб.        | .Мар.        | .Апр.        | .Мај.        | .Јун.        | .Јул.        | .Авг.        | .Сеп.        | .Окт.        | .Нов.        | .Дец.        | .Год.         |
| -------------------------- | ------------ | ------------ | ------------ | ------------ | ------------ | ------------ | ------------ | ------------ | ------------ | ------------ | ------------ | ------------ | ------------- |
| Средњи максимум, °C (°F)   | −5,2 (22,6)  | −3,4 (25,9)  | 2,4 (36,3)   | 11,0 (51,8)  | 16,2 (61,2)  | 20,4 (68,7)  | 25,2 (77,4)  | 25,6 (78,1)  | 21,8 (71,2)  | 13,6 (56,5)  | 6,3 (43,3)   | −1,4 (29,5)  | 11,0 (51,8)   |
| Просек, °C (°F)            | −9,9 (14,2)  | −8,4 (16,9)  | −2,5 (27,5)  | 5,2 (41,4)   | 10,0 (50)    | 13,4 (56,1)  | 17,3 (63,1)  | 17,1 (62,8)  | 13,2 (55,8)  | 6,7 (44,1)   | 0,4 (32,7)   | −5,6 (21,9)  | 4,7 (40,5)    |
| Средњи минимум, °C (°F)    | −14,6 (5,7)  | −13,7 (7,3)  | −7,5 (18,5)  | −0,2 (31,6)  | 3,7 (38,7)   | 6,4 (43,5)   | 9,6 (49,3)   | 9,3 (48,7)   | 5,1 (41,2)   | 0,1 (32,2)   | −4,5 (23,9)  | −10,1 (13,8) | −1,4 (29,5)   |
| Количина падавина, mm (in) | 18,8 (7,4)   | 22,4 (8,82)  | 26,0 (10,24) | 44,1 (17,36) | 76,2 (30)    | 75,7 (29,8)  | 49,7 (19,57) | 38,3 (15,08) | 26,7 (10,51) | 38,5 (15,16) | 25,7 (10,12) | 20,8 (8,19)  | 462,8 (182,2) |
| [ тражи се извор ]         |              |              |              |              |              |              |              |              |              |              |              |              |               |

## Демографија
| 1990.  | 2000.  |
| ------ | ------ |
| 78.455 | 78.473 |